# باگهار
باگهار (به لاتین: Baghar) یک روستا در بنگلادش است که در استان باریسال و در ناحیه باریسال واقع شده است.